# Veini Kontinen
Veini Edvin Kontinen  (* 12. Februar 1928 in Anttola; † 21. Februar 2010 in Kuopio) war ein finnischer Skilangläufer.
Kontinen, der für den Jämsänkosken Ilves startete, lief bei den Lahti Ski Games 1952 auf den fünften Platz über 18 km. Bei den Nordischen Skiweltmeisterschaften 1954 in Falun belegte er den achten Platz über 50 km und den siebten Rang über 30 km. Im selben Jahr errang er den fünften Platz über 50 km beim Holmenkollen Skifestival und den dritten Platz über 50 km bei den Lahti Ski Games. Zwei Jahre später kam er in Cortina d’Ampezzo bei seiner einzigen Olympiateilnahme auf den neunten Platz über 30 km.